# Oftalmología
La oftalmología (del griego ὀφθαλμός [opthalmós], ‘ojo’, y el sufijo -logía, ‘tratado’, ‘estudio’, ‘ciencia’, y este del prefijo griego -λογία [loguía]) es la especialidad médica que estudia las enfermedades de los ojos y su tratamiento, incluyendo el globo ocular, su musculatura, el sistema lagrimal y los párpados. Las personas dedicadas a la oftalmología se llaman oftalmólogos u oculistas (proviniendo esta última denominación del latín). En la mayor parte de las legislaciones occidentales, por ejemplo la española, la oftalmología se estudia como una especialidad dentro de la titulación universitaria de medicina. Como disciplina, también se aplica a la medicina animal, la oftalmología veterinaria ha tenido un gran impulso en las últimas décadas, debido a la importancia atribuida al órgano de la visión en los animales y a los avances tecnológicos.

## Historia

### Antigua India
El cirujano indio Sushruta escribió Súsruta-samjita entre el siglo III y el siglo IV d. C. Entre otros conocimientos médicos y quirúrgicos describió 77 enfermedades oculares (51 de ellas quirúrgicas), así como varios instrumentos quirúrgicos y técnicas oftalmológicas, entre ellas, la que es considerada como la primera descripción de operación de cataratas y que era compatible con el método de acostado. Ha sido descrito como uno de los primeros cirujanos de cataratas.

### Prehipocráticos
En el Papiro de Ebers del antiguo Egipto que data de 1550 a. C., se dedica una sección a las enfermedades oculares.
Los prehipocráticos basaron gran parte de sus conceptos anatómicos en la especulación más que en el empirismo. Reconocieron la esclerótica y la córnea como las capas más externas del ojo, también describieron la pupila y un líquido en el centro del globo ocular. Se creía, por Alcmeón (siglo V a. C.) y otros, que este fluido era el medio de la visión y fluía desde el ojo hasta el cerebro por un tubo. Aristóteles avanzó estas ideas con estudios empíricos: diseccionó ojos de animales y descubrió la existencia de tres capas en la pared del ojo en lugar de dos, descubrió que el fluido tenía una consistencia constante con la formación (o congelación) de la lente después de la muerte, y se vio que las capas circundantes estaban yuxtapuestas. Él y sus contemporáneos propusieron además la existencia de tres tubos que salen del ojo, no uno. Un tubo de cada ojo se encontraba dentro del cráneo.
El médico griego Rufo de Éfeso (siglo I d. C.) reconoció un concepto más moderno del ojo, con la conjuntiva, extendiéndose como una cuarta capa epitelial sobre el ojo. Rufo fue el primero en reconocer un ojo con dos cámaras, con una cámara desde la córnea hasta el cristalino (llena de agua), la otra desde el cristalino hasta la retina (llena de una sustancia parecida a la clara de huevo).
Celso el filósofo griego del segundo siglo d. C. dio una descripción detallada de la cirugía de cataratas por el método de acostado.
El médico griego Galeno (siglo II d. C.) remedió algunas descripciones erróneas, incluso sobre la curvatura de la córnea y el cristalino, la naturaleza del nervio óptico y la existencia de una cámara posterior del globo ocular. Aunque este modelo era un modelo moderno del ojo más o menos correcto, contenía errores. Aun así, no se avanzó de nuevo hasta después de Vesalio. Luego se descubrió un cuerpo ciliar y se vio que la esclerótica, la retina, la coroides y la córnea se encontraban en el mismo punto. Se vio que las dos cámaras contenían el mismo líquido, así como que la lente estaba unida a la coroides. Galeno continuó con la idea de un canal central, pero diseccionó el nervio óptico y vio que era sólido. Contó por error siete músculos ópticos, uno de más. También sabía de los conductos lagrimales.

### Islam medieval

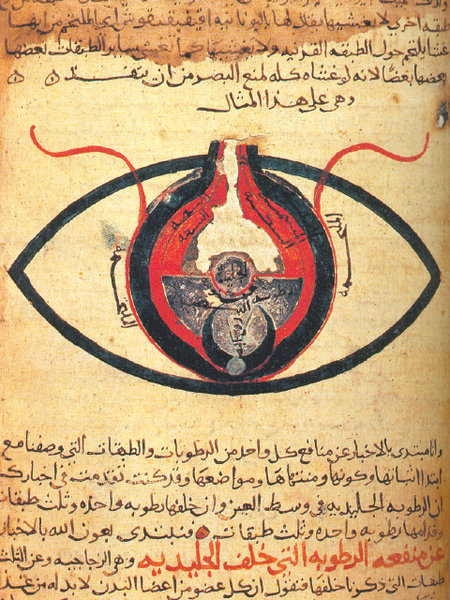
Anatomía del ojo, 1200 d. C.

Los científicos persas y árabes islámicos medievales (a diferencia de sus predecesores clásicos) consideraban normal combinar la teoría y la práctica, incluida la elaboración de instrumentos precisos y, por lo tanto, encontraron natural combinar el estudio del ojo con la aplicación práctica de ese conocimiento. Hunayn ibn Ishaq, y otros a partir del período árabe medieval, enseñaron que el cristalino está en el centro exacto del ojo. Esta idea se propagó hasta finales del siglo XVI.
Ibn al-Haytham (Alhacén), en su Libro de Óptica explicó que la visión ocurre cuando la luz cae sobre un objeto, rebota y se dirige a los ojos.
Ibn al-Nafis, un árabe nativo de Damasco, escribió un gran libro de texto, El Libro Pulido de Oftalmología Experimental, dividido en dos partes, Sobre la Teoría de la Oftalmología y Fármacos Oftálmicos Simples y Compuestos.
Avicena escribió en su Canon "rescheth", que significa "retiformis", y Gerardo de Cremona tradujo esto aproximadamente en 1150 al nuevo término "retina".

### Período moderno

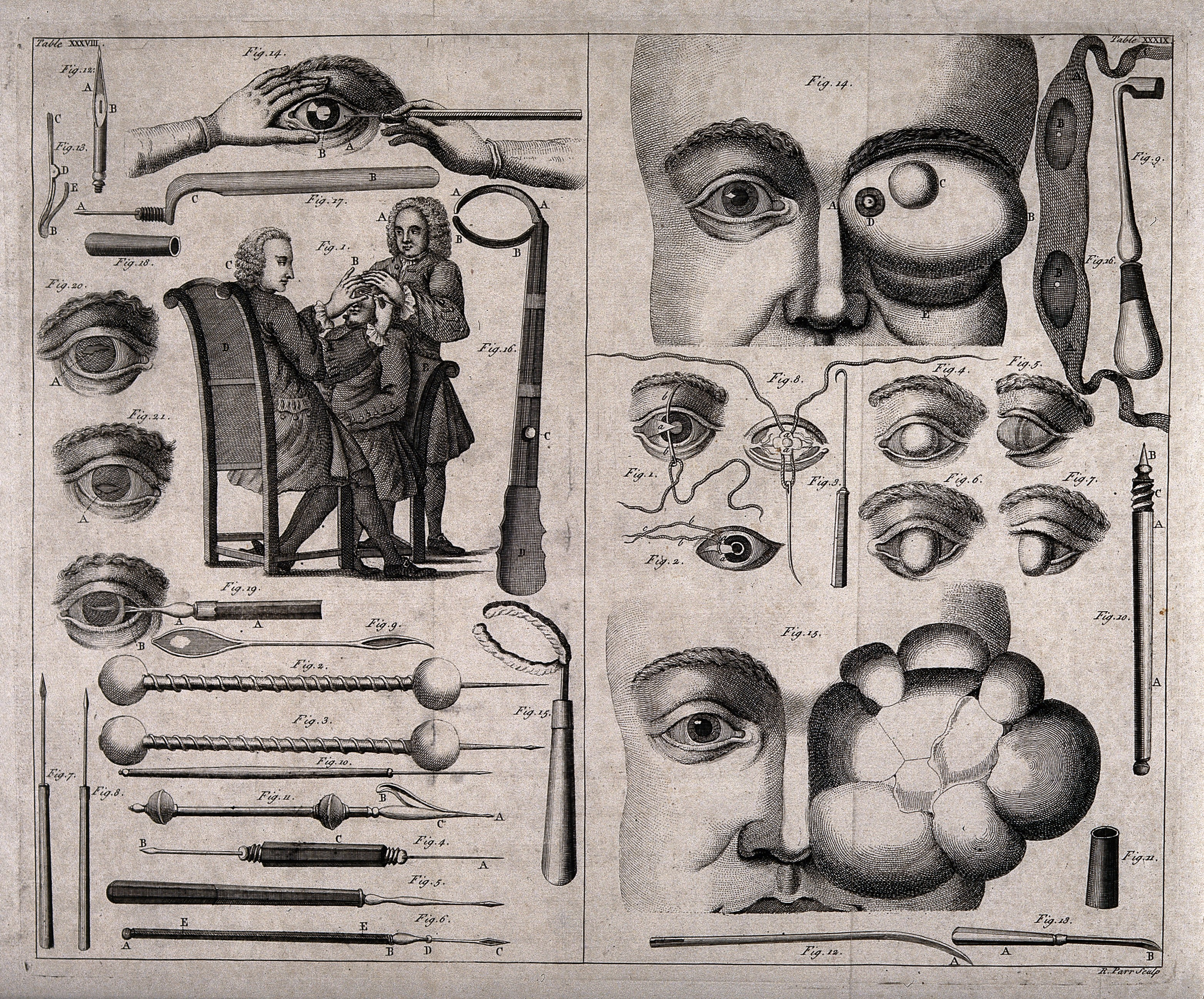
Instrumentos de oftalmología temprana

En los siglos XVII y XVIII, las lupas fueron utilizados por Malpighi, los microscopios por Leeuwenhoek, preparaciones para fijar el ojo para estudio por Ruysch, y más tarde la congelación del ojo de Petit. Esto permitió un estudio detallado del ojo y un modelo avanzado. Persistieron algunos errores, como: por qué la pupila cambió de tamaño (se ve que los vasos del iris se llenan de sangre), la existencia de la cámara posterior del globo ocular y la naturaleza de la retina. Sin darse cuenta de sus funciones, Leeuwenhoek notó la existencia de fotorreceptores, sin embargo, no se describieron correctamente hasta Gottfried Reinhold Treviranus en 1834.
Aproximadamente en 1750, Jacques Daviel abogó por un nuevo tratamiento para la catarata por extracción en lugar del método tradicional de acostamiento. Georg Joseph Beer (1763–1821) fue un oftalmólogo austriaco y líder de la Primera Escuela de Medicina de Viena. Introdujo una operación de colgajo para el tratamiento de cataratas (operación de Beer), además de haber popularizado el instrumento utilizado para realizar la cirugía (cuchillo de Beer).
En América del Norte, los curanderos indígenas trataban algunas enfermedades oculares frotando o raspando los ojos o los párpados.
En estos siglos se produjo un gran avance gracias a la aparición de los microscopios y de la posibilidad de poder fijar el ojo, lo que permitió el estudio detallado del ojo al microscopio. Aun así, persistían algunos errores, la capa que contiene los conos y bastones, células responsables de la visión, no fue descubierta hasta 1834.

### Europa
Aunque se practican intervenciones quirúrgicas sobre el ojo desde la antigüedad, se considera que uno de los primeros cirujanos oftalmológicos fue Juan Freke, designado como tal por los directores del hospital de San Bartholomew en 1727. Sin embargo, el primer hospital dedicado a la oftalmología no se inauguraría sino hasta 1805 —hoy conocido como Hospital Moorfields Eye— en Londres. De esta forma, Inglaterra se convirtió en un país puntero en esta disciplina y dio paso a la oftalmología moderna. Un gran avance se produjo con el nombramiento del barón de Wenzel (1724-1790), un alemán que se convirtió en oculista del rey Jorge III de Gran Bretaña en 1772. Su habilidad para eliminar cataratas legitimó el campo. Los desarrollos clínicos en Moorfields y la fundación del Instituto de Oftalmología (ahora parte del University College London) por Sir Stewart Duke-Elder establecieron el sitio como el hospital oftalmológico más grande del mundo y un nexo para la investigación oftálmica.
En Berlín, el oftalmólogo Albrecht von Graefe introdujo la iridectomía como un tratamiento para el glaucoma y mejoró la cirugía de cataratas. También se le considera el padre fundador de la Sociedad Oftalmológica Alemana.
Numerosos oftalmólogos huyeron de Alemania después de 1933 cuando los nazis comenzaron a perseguir a los descendientes de judíos. Un líder representativo fue Joseph Igersheimer (1879–1965), conocido por sus descubrimientos con arsfenamina para el tratamiento de la sífilis. Huyó a Turquía en 1933. Como uno de los ocho directores emigrantes de la Facultad de Medicina de la Universidad de Estambul, construyó una clínica moderna y capacitó a estudiantes. En 1939, se fue a los Estados Unidos y se convirtió en profesor en la Universidad de Tufts. Al oftalmólogo alemán, Gerhard Meyer-Schwickerath se le atribuye ampliamente el desarrollo del predecesor de la coagulación con láser, la fotocoagulación.
En 1946, Igersheimer realizó los primeros experimentos sobre la coagulación con luz. En 1949, realizó el primer tratamiento exitoso de un desprendimiento de retina con un haz de luz (coagulación de luz) con un dispositivo construido por él mismo en el techo de la clínica oftalmológica de la Universidad de Hamburgo-Eppendorf.
La oftalmología polaca data del siglo XIII. La Sociedad Oftalmológica Polaca fue fundada en 1911. Un líder representativo fue Adam Zamenhof (1888–1940), quien introdujo ciertos procedimientos de cuidado ocular de diagnóstico, quirúrgicos y no quirúrgicos. Fue ejecutado por los nazis alemanes en 1940.
Zofia Falkowska (1915–93) directora de la Facultad y Clínica de Oftalmología en Varsovia de 1963 a 1976, fue la primera en utilizar láseres en su práctica.

### Contribuciones de los físicos
Los físicos destacados de finales del siglo XIX y principios del XX incluyeron a Ernst Abbe (1840-1905), copropietario de las fábricas de Zeiss Jena en Alemania, donde desarrolló numerosos instrumentos ópticos. Hermann von Helmholtz (1821-1894) fue un erudito que hizo contribuciones en muchos campos de la ciencia e inventó el oftalmoscopio en 1851. Ambos hicieron cálculos teóricos sobre la formación de imágenes en sistemas ópticos y también estudiaron el óptica del ojo.

## Subespecialidades
La necesidad de diagnóstico precoz y un manejo preciso ha impulsado la aparición de subespecialidades dentro de la oftalmología, estas a su vez pueden aproximarse a la enfermedad ocular desde diferentes perspectivas como lo es el estudio de una enfermedad en específico: glaucoma, estrabismo, enfermedades inflamatorias oculares. El estudio, diagnóstico y tratamiento de enfermedades de una región u órgano del ojo: retina, córnea, órbita, segmento anterior, neuroftalmologia. El estudio y tratamiento de enfermedades de un grupo de edad como la oftalmología pediátrica. Estudio de métodos diagnósticos y de gabinete: ecografía y ultrasonido ocular. Estudio y tratamiento rehabilitador de una condición oftalmológica remanente: visión baja. Dichas subespecialidades suelen cursarse posterior a la realización de la especialidad en oftalmología por un periodo de 1 a 2 años según los planes de estudio y suelen tener un aval hospitalario, institucional y universitario según la legislación del país donde se ejerce la profesión.

## Enfermedades del globo ocular

Un ojo humano con cataratas visto a través de una lámpara de hendidura.

Las enfermedades más frecuentes son: miopía, hipermetropía, astigmatismo, presbicia, conjuntivitis, queratitis, problemas de saco lagrimal, estrabismo, catarata, enfermedades de la  retina y glaucoma.  Una de las labores más habituales del oftalmólogo es la detección diagnóstico y tratamiento de los defectos de refracción como la miopía y el astigmatismo, si no se detectan en el momento adecuado pueden ocasionar problemas importantes de visión. 

### Tratamientos más comunes

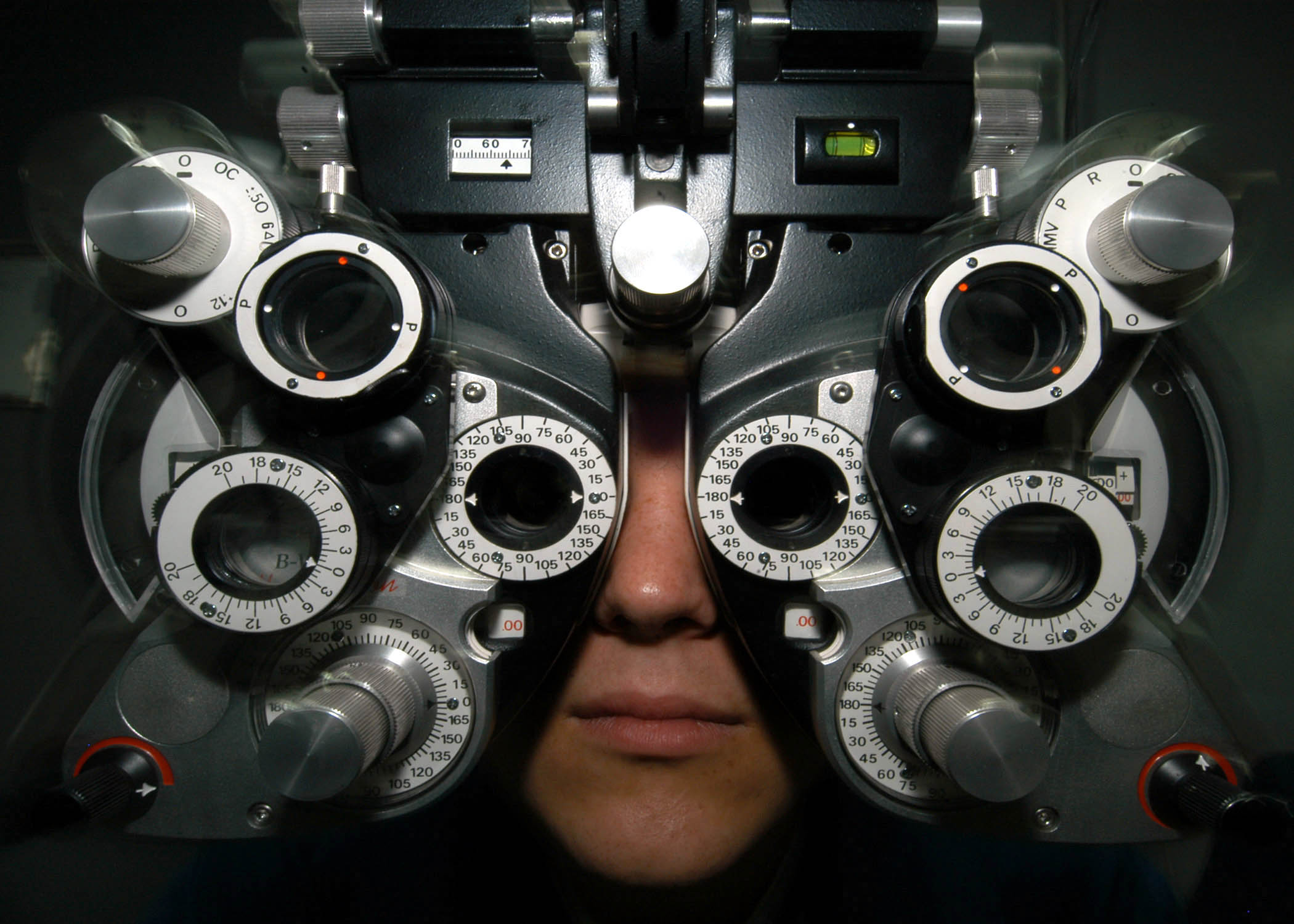
Foróptero óptico en uso.

Los tratamientos más habituales que desarrolla la disciplina de la oftalmología pueden ser clasificados en tres tipos, según su naturaleza:
- Farmacológicos. Consistentes en la prescripción de fármacos que permitan tratar la enfermedad. Habitualmente se administran en forma de colirio.

- Ópticos. Consistentes en la exploración del ojo (como instrumento óptico que es, sometido a las leyes físicas) para determinar la graduación necesaria en gafas y valorar si tiene hipermetropía o miopía. Esta actividad es desarrollada también por los optometristas, pues también tienen una serie precisa de conocimientos oftalmológicos.

- Quirúrgicos. Usando la cirugía exéretica o la funcional (restituir una función) en enfermedades como el glaucoma, catarata, queratocono, pterigión (invasión de la córnea por la conjuntiva), obstrucción de la vía lagrimal, desprendimiento de retina, etc. La cirugía refractiva actúa sobre el segmento anterior de ojo: córnea, cámara anterior, cámara posterior y cristalino y se emplea frecuentemente para el tratamiento de la miopía, hipermetropía y astigmatismo.